# Like the Angel
Like the Angel è un singolo dei Rise Against. Questa è la quinta traccia del loro album Revolutions per Minute. Viene utilizzata come traccia nel gioco Tony Hawk's Underground. La canzone si riferisce a quando Tim McIlrath lascia sua figlia per andare in tournée con la sua band.

## Formazione
- Tim McIlrath – voce, chitarra
- Chris Chasse - chitarra, voce secondaria
- Joe Principe – basso, voce secondaria
- Brandon Barnes – batteria